# Nikos Anastasiades
Nikos Anastasiades (în greacă Νίκος Αναστασιάδης[ˈnikos anastasiˈaðis]; în turcă Nikos Anastasiadis; n. 27 septembrie 1946, Pera Pedi⁠(d), Eparchia Lemesoù, Cipru) este un politician conservator cipriot grec, președinte al Ciprului din 2013. Pe 4 februarie 2018 a fost reales pentru un al doilea mandat de cinci ani. Anterior a fost liderul Mișcării Democrate și deputat de Limassol.

## Educație
Anastasiades este avocat de profesie, fondator al firmei de avocatură "Nicos Chr. Anastasiades & Partners". A absolvit facultatea de drept din cadrul National and Kapodistrian University of Athens și a făcut studii postuniversitare în drept maritim la University College din Londra. În timpul studiilor universitare în Atena a aderat la Coaliția de Centru, formațiunea politică înființată de Georgios Papandreou.

## Cariera politică
Anastasiades a fost ales pentru prima dată în Camera Reprezentanților în 1981 și a fost lider al partidului său din 1997 până în 2013.

## Președintele Ciprului

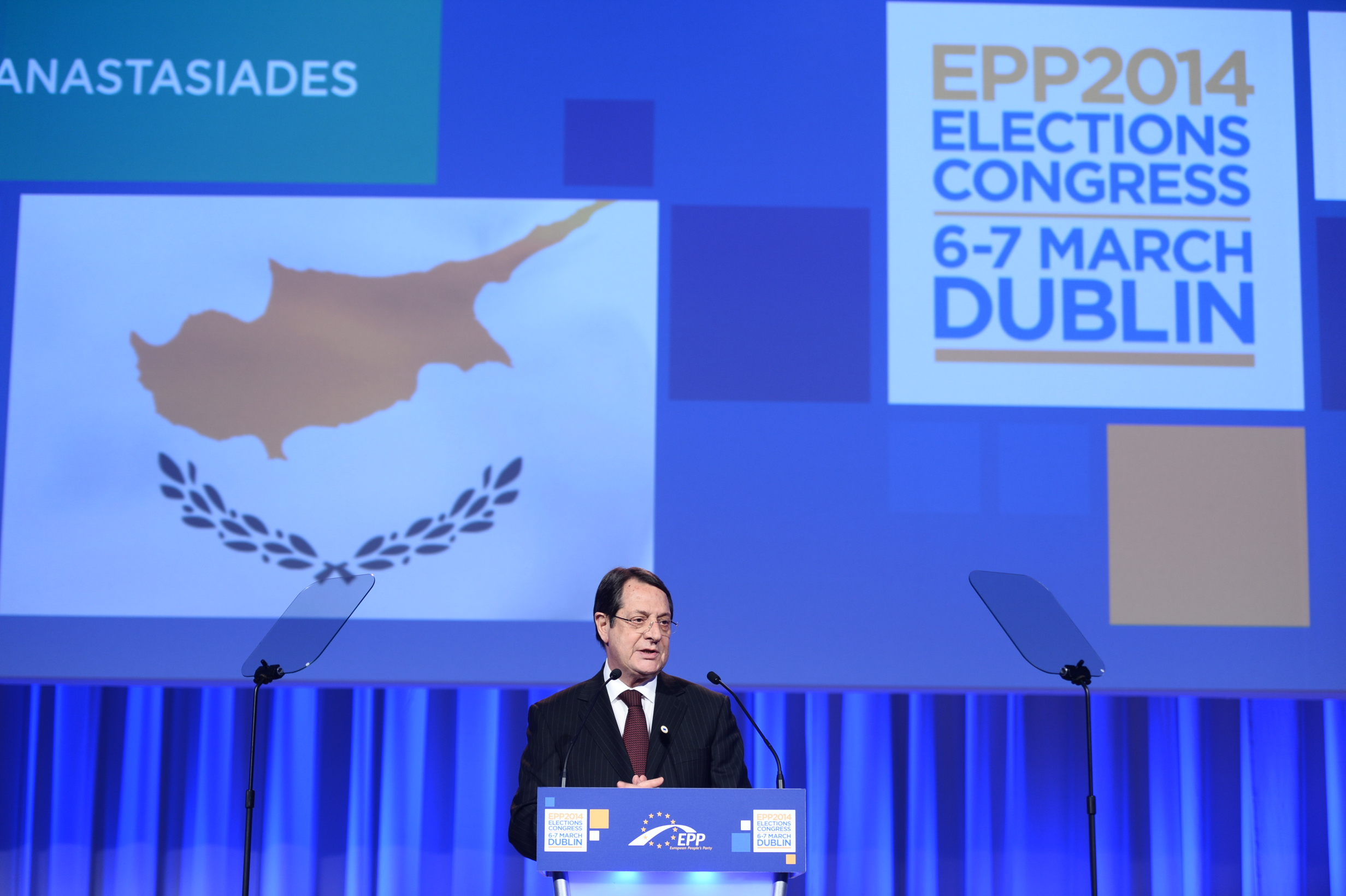
Nicos Anastasiades, în Dublin, în luna martie 2014

În martie 2012 Nikos Anastasiades a fost nominalizat drept candidat pentru alegerile prezidențiale, împotriva rivalului său europarlamentarul Eleni Theocharous. Nicos Anastasiades a primit 673 de voturi (86.73%) și Theocharous a primit 103 (13.27%). În primul tur al alegerilor prezidențiale de pe 17 februarie 2013, Anastasiades a câștigat 45% din voturi, în timp ce Stavros Malas și George Lillikas au câștigat de 26,9% și 24,9%, respectiv. El a câștigat în al doilea tur de scrutin împotriva lui Malas cu 57.48% din voturi și a fost învestit în funcția de Președinte pe data de 28 februarie 2013.

## Viața personală
S-a căsătorit cu Andri Moustakoudi în 1971 și au două fiice. El are un frate geamăn si o soră.

## Distincții

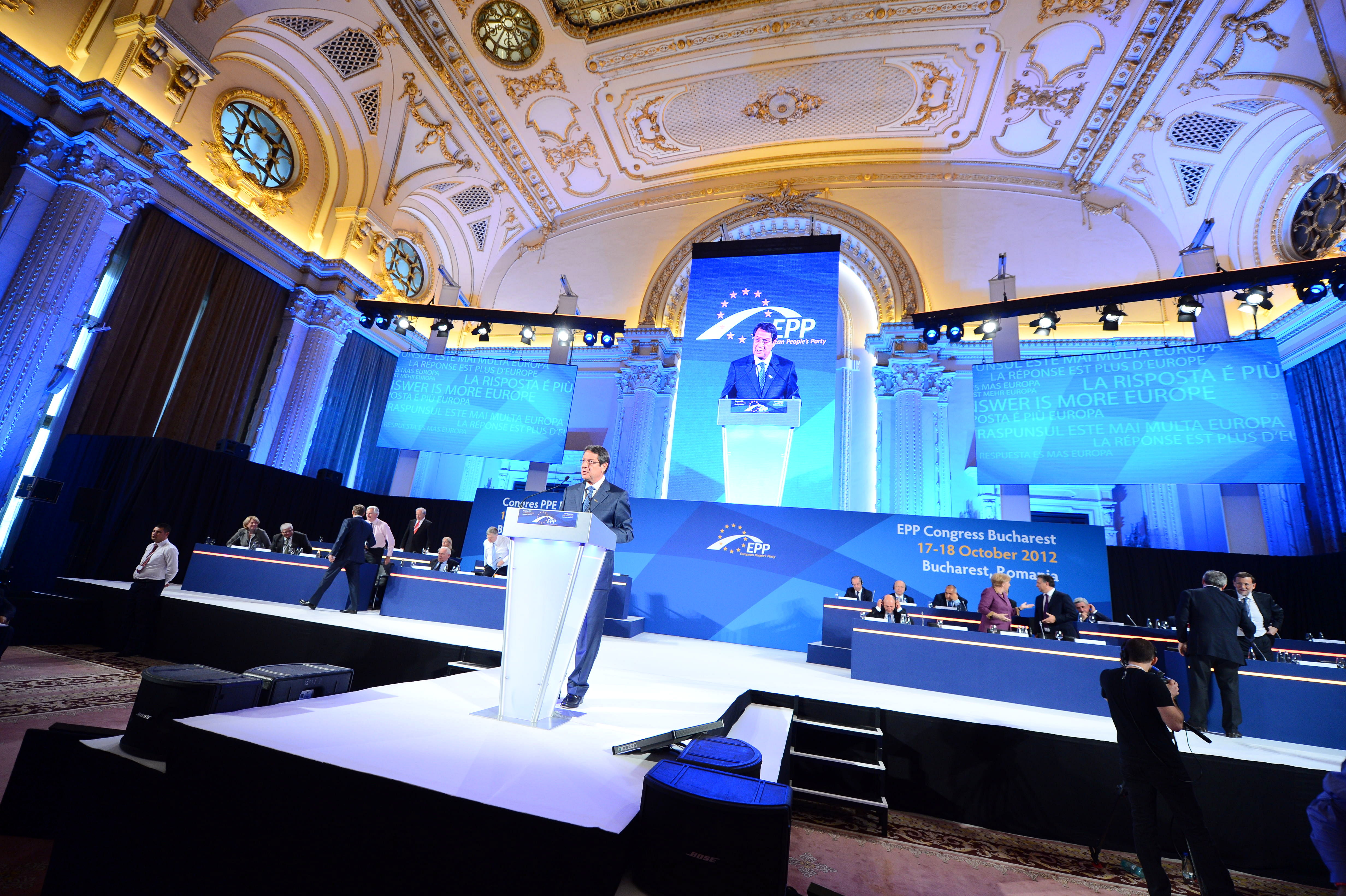
Nicos Anastasiades discurs în București în octombrie 2012

- Primul Vice-președinte al delegației de la Comitetul UE-Cipru.
- Liderul delegației de la Asociația Asiatică a Parlamentelor pentru Pace.
- Liderul delegației de la Casa de la Adunarea Parlamentară a Mediteranei (PAM).
- Liderul delegației de la Adunarea Parlamentară Euro-Mediteraneană (APEM) (Adunarea Parlamentară a Uniunii pentru Mediterana din 2010).[19]
- Vice-președinte al Comitetului Executiv al Ciprulu,i Grup a Uniunii interparlamentare (IPU).

## Legături externe
- Materiale media legate de Nikos Anastasiades la Wikimedia Commons